# Kanton Saint-Aignan
Saint-Aignan is een kanton van het Franse departement Loir-et-Cher.

## Geschiedenis
Het kanton werd in januari 2007 overgeheveld van het arrondissement Blois naar het arrondissement Romorantin-Lanthenay.

Bij toepassing van het decreet van 21 februari 2014, werden op 22 maart 2015 de gemeenten Rougeou en Soings-en-Sologne overgeheveld van het kanton Selles-sur-Cher en Angé van het kanton Montrichard. Choussy en Couddes werden op diezelfde dag juist overgeheveld naar het kanton Montrichard. Het aantal gemeenten in het kanton nam hiermee toe van 15 naar 16. Aangezien Angé tot 1 januari 2017 deel bleef uitmaken van het arrondissement Blois viel het kanton tijdelijk onder beide arrondissementen.

## Gemeenten
Het kanton Saint-Aignan omvat de volgende gemeenten:
- Angé
- Châteauvieux
- Châtillon-sur-Cher
- Chémery
- Couffy
- Mareuil-sur-Cher
- Méhers
- Meusnes
- Noyers-sur-Cher
- Pouillé
- Rougeou
- Saint-Aignan
- Saint-Romain-sur-Cher
- Seigy
- Soings-en-Sologne
- Thésée